# Suzano Papel e Celulose
Suzano S.A., bis 2018 Suzano Papel e Celulose, ist ein brasilianisches Unternehmen mit Firmensitz in São Paulo.
Das Unternehmen ist in der Forstwirtschaft tätig und produziert Zellstoff, Papier, Hygienepapiere und Papierprodukte. Geleitet wird das Unternehmen von David Feffer und Antonio Maciel Neto. Das Unternehmen produziert ausschließlich in Brasilien und gehört zu den größten Zellstoffproduzenten der Welt. Das Unternehmen gehört zum Konzern Grupo Suzano.
Das Unternehmen ist führend auf dem Kartonmarkt in Lateinamerika. Es ist einer der 10 größten Hersteller von Zellstoff weltweit. Möglich wurde dieser Erfolg durch den 2007 abgeschlossenen Wachstumszyklus, der den Weg für eine erhöhte Produktionskapazität ebnete. 2017 wurde ein Rekordvolumen von 1,2 Millionen Tonnen Papierproduktion und 10,8 Millionen Tonnen Zellstoffproduktion verzeichnet.
2018 übernahm Suzano Papel e Celulose den Konkurrenten Fibria mittels einer Fusion zu Suzano S.A. 2024 übernahm Suzano zwei Kartonagefabriken in den Vereinigten Staaten. 2025 gründete Suzano ein Gemeinschaftsunternehmen mit Kimberly-Clark zur Herstellung, Vermarktung und zum Vertrieb von Tissue-Produkten. Suzano hält daran 51 Prozent der Anteile, Kimberly-Clark 49 Prozent. Kimberly-Clark bringt in das Joint-Venture mit Sitz in den Niederlanden fast sein ganzes Tissue-Geschäfts mit 22 Produktionsstätten und einer Produktionskapazität von rund 1 Million Tonnen Tissue, rund 9.000 Mitarbeitern sowie die Vermarktung und den Vertrieb seiner Marken in über 70 Ländern ein und erhält dafür von Suzano rund 1,7 Milliarden US-Dollar. Die Transaktion beinhaltet eine Option für Suzano zum späteren Erwerb des von Kimberly-Clark gehaltenen Anteils.